# Georges Arvanitas
Ne doit pas être confondu avec Yórgos Arvanítis.
Georges Arvanitas est un pianiste français, né le 13 juin 1931 à Marseille et mort le 25 septembre 2005 à Villeneuve-Saint-Georges.
Georges Arvanitas a aussi enregistré à l'orgue Hammond. On peut également l'entendre au piano électrique avec Maxime Le Forestier dans Si tu étais né en mai.

## Biographie
Après des études de piano classique il se tourne vers le jazz. Il joue dans des orchestres amateurs de la région de Marseille, accompagnant parfois les jazzmen américains de passage (Don Byas, Buck Clayton, James Moody…).
En 1952, il fait son service militaire à Versailles, ce qui lui permet de commencer à se produire dans les clubs parisiens. Il remplace parfois André Persiani au Tabou, avant de devenir pianiste régulier du Club Saint-Germain, puis du Blue Note. Il y accompagne, entre autres, des musiciens traditionnels comme  Mezz Mezzrow, Albert Nicholas ou Bill Coleman. Il est aussi très actif comme musicien de studio et accompagne aussi bien Tino Rossi, que Sheila, Claude François, Les Chats sauvages ou Les Chaussettes noires. En 1964-1965 puis en 1966, il va s'installer pendant plusieurs mois à New York où il travaille avec Yusef Lateef et Ted Curson. En 1966, le saxophoniste embauche Arvanitas pour jouer au Caméléon. La section rythmique est composée d'Arvanitas au piano, de Jacky Samson à la contrebasse et Charles Saudrais à la batterie.
Les trois hommes vont travailler ensemble pendant 28 ans sous le nom de Trio Arvanitas. Ils vont ainsi, au fil des années, accompagner en clubs, en concerts ou en enregistrement, des musiciens comme Dizzy Gillespie, Cat Anderson, Chet Baker, Bill Coleman, Don Byas, Coleman Hawkins, Buddy Tate, Dexter Gordon, Bud Freeman, James Moody, Ben Webster, Frank Wright, Roland Kirk, Sonny Stitt, Sonny Criss, Pepper Adams, David Murray, Stuff Smith, Barney Kessel, Elek Bacsik, Anita O'Day, etc.
Au fil de sa carrière, Arvanitas enregistre aussi de nombreux disques sous son nom.
Les Inconnus ont écrit une courte adaptation de la chanson I Wanna Be Loved by You (initialement interprétée par Marilyn Monroe), mise en musique par Gabriel Yared et chantée en concert dans le film Le téléphone sonne toujours deux fois (réalisé par Jean-Pierre Vergne en 1985) par Clémentine Célarié, accompagnée du Trio Arvanitas.
Pianiste surtout influencé par Bud Powell, Arvanitas a su aussi s'imprégner des apports harmoniques de Bill Evans. Sa parfaite connaissance de l'histoire du « piano jazz » lui a permis d'être à l'aise dans tous les styles, du ragtime au jazz le plus moderne, tout en ayant un style très personnel, inventif et swinguant.
Il meurt à l'âge de 74 ans le 25 septembre 2005 à Villeneuve-Saint-Georges, et est inhumé au cimetière communal de Sénart à Draveil.

## Repères discographiques
- Georges Arvanitas Trio - 3 A M (Disques Pretoria, Paris, 10 septembre 1958)
- Georges Arvanitas and His Five Cats (1962)
- Arvanitas Bossa Nova (Odéon, 1962)
- Henri Salvador : Zorro est arrivé (1964)
- « Georges Arvanitas Trio in Concert » - Futura Ger 11 (1969)
- Serge Gainsbourg : Je t'aime… moi non plus (1969)
- « Space Ballad » (1970)
- « Les Classiques du jazz » (1970)
- « Ambiance Musique Luis Conti » (1971)
- Brigitte Fontaine (1972)
- « Douce ambiance » (1972)
- Maxime Le Forestier : Mon frère (1972)
- Maxime Le Forestier : Le Steak (1973)
- Maxime Le Forestier : Olympia 1973 (1974)
- « Porgy and Bess » (1973)
- « Live Again » - Futura Ger 38-39 (1973)
- « Anniversary » (1976)
- « I Like it Cool » (1976)
- « Feeling Jazzy » (1977)
- « Swing Again » (1978)
- « The Hound of Music" (1978)
- « Round About Midnight » (1985)
- « Qu'est-ce qu'on joue ? » (1986)
- « Quartet » (1987)
- « Orgue Hammond » (1988)
- « Bird of Paradise » (1988)
- « One Night for 3 Pianos » (1989)
- « À Alors » (1990)
- « Georges Arvanitas plays George Gershwin » (1993)
- « Georges Arvanitas plays Duke Ellington » (1993)
- « Georges Arvanitas - Patrice Galas Live » (1993)
- « Live » (1993)
- « Around Dexter » Serge Casero Quartet (Bass, Michel Altier- Drums, Charles Bellonzi - Piano, Georges Arvanitas - Saxophone, Serge Casero (1995)
- « Rencontre » (1997)
- « My Favorite Piano Songs » (1997)
- « Little Florence » (2000)
- « Roberte Song », Jack Labrunie, flûtiste & Georges Arvanitas, piano.

## Distinctions
- Commandeur de l'ordre des Arts et des Lettres (1999)[3]